# Cathédrale Sainte-Marie de Trujillo
La cathédrale Sainte-Marie est l'église-mère de la ville de Trujillo au Pérou. Dédiée à sainte Marie de l'Annonciation, cette cathédrale catholique est le siège de l'archidiocèse de Trujillo, l'une des sept provinces ecclésiastiques du Pérou. Cet édifice, dont le style massif est dû aux tremblements de terre qui secouent ponctuellement la région, a rang de basilique mineure depuis un bref apostolique du pape Paul VI en 1967.

## Description
Une première église est fondée au moment de la conquête espagnole par les conquistadors. Lors de l'érection du diocèse de Trujillo en 1616, le modeste oratoire est remplacé par un édifice plus grand, mais celui-ci ne résiste pas au tremblement de terre de 1619 qui ravage complètement la cité. 
La cathédrale actuelle est édifiée de 1647 à 1666, dans un style baroque dit churrigueresque, qui se retrouve avec plus ou moins de variantes dans une bonne partie de l'Amérique hispanique. Le caractère massif du monument, imposé par les fréquents mouvements tectoniques, est atténué par une façade agrémentée de colonnes, de frontons et de volutes, mais aussi par la polychromie de l'ensemble, couvert de peintures aux tons or sur fond blanc.
L'intérieur, d'une grande sobriété, est divisé en trois vaisseaux, couverts de voûtes d'arêtes portées par des doubleaux en plein cintre reposant sur des piliers rectangulaires, tandis qu'une coupole couvre la croisée. De maigres ouvertures ménagées au-dessus des grandes arcades accueillent des vitraux aux tons vifs. 
La cathédrale conserve plusieurs retables : celui du maître-autel, datant de 1721, et ceux de saint Pierre et de saint Jean-Baptiste, qui datent de la fin du XVIIe siècle. 
Le musée de la cathédrale, situé à proximité, abrite de nombreuses pièces liturgiques datant de l'époque coloniale.